# Linda Cerruti
Linda Cerruti (née le 7 octobre 1993 à Savone) est une nageuse italienne, spécialiste de natation synchronisée.
Elle remporte la médaille de bronze en solo libre lors des Championnats d'Europe de 2016 à Londres puis réussit l’exploit de devancer l’Ukrainienne Yelyzaveta Yakhno pour remporter l’argent à ceux de 2018.
Elle est médaillée d'argent de l'épreuve libre par équipe ainsi que de l'épreuve technique par équipes et médaillée de bronze de l'épreuve acrobatique par équipes aux Jeux européens de 2023 à Oświęcim.